# بیانکا دسای
بیانکا دسای یا بییانکا دسای (انگلیسی: Bianca Desai) یک بازیگر هندی است که اغلب در فیلم‌های کنادا و تلوگو درخشیده‌است.

## مسیر شغلی
بیانکا دیسای در بیش از ۹ فیلم کنادا، جزو یکی از بازیگران بوده‌است.

## فیلم‌شناسی
| سال  | نام فیلم         | نقش            | زبان  | نکات |
| ---- | ---------------- | -------------- | ----- | ---- |
| ۲۰۰۶ | سرباز            |                | تلوگو |      |
| ۲۰۰۷ | مونی             |                | تامیل |      |
| ۲۰۰۷ | سیواجی: رئیس     | پیا            | تامیل |      |
| ۲۰۰۸ | خوشی             | رفیق باگیاماتی | تلوگو |      |
| ۲۰۰۸ | راکی             | اوشا           | کنادا |      |
| ۲۰۰۹ | یوگی             | مالا           | کنادا |      |
| ۲۰۱۲ | تعطیلات آخر هفته | شیوانی         | هندی  |      |